# HD 1483
HD 1483，又名CD-43 64，SAO 215047、HR 73，是一颗恒星，视星等为6.33，位于銀經323.2，銀緯-72.58，其B1900.0坐标为赤經0h 13m 43.7s，赤緯-43° -72.58′ 28″。